# 希尔斯维尤 (南达科他州)
希尔斯维尤（英語：Hillsview）是美国南达科他州麦克弗森县的一座城镇。根据2010年美国人口普查，该镇仅有人口3人，是北达科他州人口最少的城市（镇）级别行政区之一，与怀特罗克并列。在2000年，这个镇子也是美国仅有的9个人口只有3人的市（或镇）之一。

## 地理
根据美国官方的统计数据，希尔斯维尤的范围约为边长1.2公里的正方形，面积约为1.68平方公里。其中陆地面积1.66平方公里，水域面积不到0.03平方公里。与其它人口极少的市镇一样，该镇范围内也仅有数栋房屋，其中一些已经被废弃，并被空地与农田包围着。

## 人口
希尔斯维尤与该州许多其它市镇一样，几十年来经历了人口剧减的过程。1940年时曾有160人居住，随后不断减少，1980年普查显示该镇人口跌至10人以下，2000年与2010年普查显示都只有3人。

### 2010年人口普查
根据2010年的数据，希尔斯维尤有3人居住，一户、一个家庭。人口密度为每平方公里1.8人。辖区范围内有2个住房单位（其中一个被废弃）。三位居民都是白人，年龄中位数53.5岁。没有未成年人，一个人介于18-24岁，两个人介于45-64岁。这个镇子仅有的一个家庭是一个异性婚姻的家庭，一男二女。

### 2000年人口普查
与2010年相同，2000年人口普查显示该市人口3人（皆为白人），一户、一个家庭、两个住房单位。与2010年不同的是，2000年该市三位居民的年龄中位数为64岁。一个人为25-44岁，一个为45-64岁，一个为65岁以上。一女二男（2010年为一男二女）。

| 调查年                | 人口 | 备注 | %±     |
| --------------------- | ---- | ---- | ------ |
| 1930                  | 101  |      | —      |
| 1940                  | 160  |      | 58.4%  |
| 1950                  | 68   |      | −57.5% |
| 1960                  | 44   |      | −35.3% |
| 1970                  | 19   |      | −56.8% |
| 1980                  | 9    |      | −52.6% |
| 1990                  | 4    |      | −55.6% |
| 2000                  | 3    |      | −25.0% |
| 2010                  | 3    |      | 0.0%   |
| U.S. Decennial Census |      |      |        |